# 진안중앙초등학교
진안중앙초등학교는 대한민국 전북특별자치도 진안군에 있는 공립 초등학교이다.

## 학교 연혁
- 1964. 03. 03 진안동국민학교로 개교
- 1982. 10. 21 진안중앙국민학교로 개명
- 1984. 08. 03 전라북도교육청지정 과학교육 시범학교 운영 보고
- 1991. 10. 29 전라북도교육청지정 사회과 연구학교 운영 보고
- 1996. 03. 01 진안중앙초등학교로 명칭 변경
- 1996. 10. 28 전라북도교육청지정 국어과 연구학교 운영 보고
- 1999. 02. 28 상전초등학교 통폐합
- 2000. 10. 17 전라북도교육청지정 새학교문화창조 시범학교 운영 보고
- 2002. 01. 15 농어촌 현대화 시범학교 준공
- 2002. 10. 04 전라북도교육청지정 재량활동 시범학교 운영 보고
- 2002. 12. 26 2002년도 시설우수학교 수상(교육인적자원부)
- 2012. 03. 01 교과부지정 사교육절감형 창의경영학교 운영
- 2013. 03. 01 전라북도교육청지정 혁신씨앗학교 운영
- 2013. 03. 01 교과부지정 자율학교 운영
- 2014. 02. 11 제47회 졸업식(졸업생 총 4,458명)
- 2014. 03. 01 김지훈 교장 부임
- 2014. 03. 01 전라북도교육청지정 혁신학교 운영

## 참고 자료
- 진안중앙초등학교 - 한국교육학술정보원 학교알리미